# Мишка Зіта (книга)
«Мишка Зіта» – повість-казка литовського письменника Вітаутаса В. Ландсбергіса, опублікована в перекладі на українську 2009 року видавництвом «Грані-Т» (Київ) у видавничій серії «Сучасна дитяча проза». Видання проілюструвала художниця Надія Дойчева-Бут. Переклад Дмитра Чередниченка.
Вперше книжка побачила світ 2006 року у Вільнюсі. Автор присвятив її своїй донечці Северії.
Книжка написана у жанрі казки. Автор у передмові говорить, що: «Казка й життя дуже пов'язані між собою – адже слово збувається… Іноді гляди – ледве щось подумаєш, запишеш, а дивись – уже те й відбувається в житті. Жанр казки тим зачаровує, що все, що відбувається, звичайно закінчується щасливо. Мінус обертається на плюс – ось що таке казка…»
Головна героїня казки, Зіта, маленька мишка, яка всього дуже-дуже боялася: темряви, жити без мами, котиків… і все, чого вона боялася, неодмінно траплялося. Але одного разу вона надумала більше ніколи і нічого не боятися. Разом зі страхом минули й усі неприємності, і жити стало краще й веселіше.

## Анотація
Дивна, весела й сповнена мудрості казка про мишку на ім'я Зіта, яка спочатку була дуже несміливою, а потім із другом тарганом Алоїзасом Дзьобкою пережила кілька ризикованих пригод і вчинила не одну благородну справу.
Перекладено за виданням: Vytautas V. Landsbergis «Pelyte Zita». Vilnius: Nieko rimto. 2006.

## ПисьменницяМарина Павленкопро мишку Зіту
|  | Її численні сни, які є виявом попередніх життів, її пошук і визволення батьків, її вдала спроба врятувати планету й інші карколомні трюки – просто дрібниці супроти пристрасних колізій її внутрішнього світу, перепадів настроїв та думок у пошуку себе самої. (Марина Павленко. Метелики не ревнують, Або Мишка Зіта стає людиною. Із рецензії на «Літакценті») |

## Рецензії
- «Метелики не ревнують, Або Мишка Зіта стає людиною» [Архівовано 19 грудня 2018 у Wayback Machine.]